# みんなのウマ倶楽部
みんなのウマ倶楽部（みんなのうまくらぶ）とは、東日本のFNS系列局で2008年1月12日から2009年12月26日まで生放送された、土曜日深夜の競馬バラエティ番組である。かつて同局で放送されていた『うまなりクン』、『あしたのG』、『うまッチ!』、そして『うまなで〜UMA to NADESHIKO〜』の系譜を継ぐ、東日本地域向けの競馬バラエティ番組である。

## 概要
番組の趣旨は「レース前夜の究極の予想バトル」。各スポーツ紙を代表する名物記者が社運をかけ、翌日のメインレースの予想対決を繰り広げる。司会のほしのあきが競馬予想に挑戦したり、スタジオを飛び出して、牧場や厩舎を訪問し、騎手やかつての名馬などを訪問する。2010年1月9日におぎやはぎと篠田麻里子（AKB48）が務める『うまプロ!』がスタートするため、2009年12月26日で終了した。

## 出演者

### レギュラー
- 司会（進行、ウマ倶楽部部長）：ほしのあき
- アシスタント：木下優樹菜

### ウマ倶楽部メンバー（準レギュラー）
- おぎやはぎ（小木博明、矢作兼）
- アンタッチャブル（山崎弘也、柴田英嗣）

※この2組は週代わりでどちらか1組がスタジオ出演。また、この2組がどちらもスケジュールの都合上出演できない場合は『みんなのケイバ』ナビゲーターの川合俊一がピンチヒッターとして登場する。
出演者に関する特記事項
- 木下は『クイズ!ヘキサゴンII』の収録[注 2]と重なるときがあり、その場合は司会のほしのと倶楽部メンバーのみで木下が欠席となる。また木下も『クイズ!ヘキサゴンII』においては2008年は1〜6月前半と10月後半からは隔週の出演となっており[注 3]、2009年も1月14日分から隔週となっている事が多い。2009年3月28日放送分はほしのがドバイに出張のため、初の欠席となった。また、準レギュラーのおぎやはぎも『リンカーン』（TBS）の収録と重なることが多い。
- 姉妹番組の『みんなのケイバ』ゲスト出演について2008年はおぎやはぎが2度、木下は1度、2009年はおぎやはぎ、木下がそれぞれ1度、ゲスト出演したがアンタッチャブルは結局ゲスト出演がなかった。
- MC陣の中ではアンタッチャブルのみ以前もフジテレビでの競馬番組でレギュラー経験があり、2005年から2006年に放送されていた「うまッチ!」から2年ぶりのフジテレビ深夜の競馬番組の復帰となった。
- おぎやはぎは後継番組の『うまプロ!』、更にその後継の『なまうま』にMCとして当枠に2012年現在も継続して出演している。

### ウマ倶楽部プレイヤー
東京で発行されている各スポーツ紙の競馬担当記者が参加。会社のプライドをかけたバトルを繰り広げた。
以下は番組内での予想枠順と番組内での肩書き（太字が現在の肩書き）。
- 1枠□：野村英俊（東京中日スポーツ本紙担当）

⇒メガトラックマン⇒規格外のベテラン⇒荒ぶるダービー記者
- 2枠■：和田美保（日刊スポーツ）

⇒若き女帝⇒競馬界の若き女帝
- 3枠■：水戸正晴（サンケイスポーツ）

⇒団塊の万券王
- 4枠■：和田剛（デイリースポーツ本紙担当[注 4]）

⇒最年少No1本紙⇒データの鬼⇒データのご主人様
- 5枠■：鳥谷越明（スポーツニッポン本紙担当）

⇒馬単先生
- 6枠■：椎名竜大（スポーツ報知）

⇒ウマのソナタから⇒ゼロ円王子⇒孤高のゼロ円王子⇒奇跡の3連単ハンター
ウマ倶楽部プレイヤーに関する特記事項
- サンケイスポーツは長年フジテレビの競馬中継において制作協力をしており、現在放送している『みんなのKEIBA』にも制作協力をしている。
- 日刊スポーツもサンケイスポーツと共にフジテレビの競馬中継と非常に関係が強い時期があり、それは『スーパー競馬』の解説者として活躍した大川慶次郎が競馬評論家として晩年に所属していたことに起因する。これが縁で斎藤陽子が司会を担当していた時期には井崎脩五郎、吉田均を除くスーパー競馬出演陣（実況アナウンサー含む）の日曜メインレース予想コラムが系列会社のサンケイスポーツを差し置いて存在した。このように紙面上ではサンスポ以上に関係が深かったもののスーパー競馬の制作協力には名前を連ねておらず、この当時も現在と同じくサンスポのみであった。
- なおトーチュウは、“母体”の中日スポーツが系列東海テレビの競馬中継に深く関与している。地域分社制の日刊を含めて自前で関西に取材拠点を置いている他紙と異なり、トーチュウのみ関西の情報は中日スポーツ経由となる。
- 上記3紙と比較するとデイリースポーツ、スポーツニッポン、スポーツ報知の3紙はこれまでフジテレビの競馬中継とは縁が薄い傾向にあった。この枠での前番組『あしたのG』、『うまッチ!』に登場する記者は系列のサンスポか競馬エイトの記者のみに限られており、また現在でも地上波の競馬中継においてはデイリー、スポニチはテレビ東京と関係が強く報知はラジオ日本と関係が強いためこの3紙の記者がフジテレビの競馬番組にレギュラー出演することは特筆すべき点であると言える。当番組放送時のみフジテレビの競馬中継はこれまで親密だった競馬エイトとは距離を置いていたことも、また特筆すべき点であった。尚、後継番組の『うまプロ』から再び競馬記者の出演は競馬エイトトラックマンのみとなった。
- ウマ倶楽部プレイヤーの中には、当番組以外にもテレビ・ラジオ等に出演している記者がいる。水戸はニッポン放送の『日曜競馬ニッポン』解説者、鳥谷越はグリーンチャンネルの競馬中継でスタジオ解説・パドック解説者（不定期）を務めている。また、椎名はラジオ日本でナイターオフシーズンの競馬番組にゲスト解説として呼ばれることがある。
- 更に鳥谷越はJRAホームページ内の「今週の注目レース」において、関東開催重賞の「出走馬情報」の記事を担当している。
- 2008年9月より野村の肩書きは「荒ぶるダービー記者」となったが、野村のことを「ダービー記者」と番組内で初めて呼んだのは鳥谷越である。
- 記者たちの買い目が単複のみの買い目であった場合、レギュラー陣から「野村買い」と揶揄される場合がある。これは、予想バトル開始当初に野村が多用した買い方であったためである。
- 和田剛はデイリースポーツで本紙予想と共に、2008年には「メイド予想」という企画を立ち上げ担当していた。そのため和田剛の予想データをMC陣は「にゃんにゃんデータ」と呼んでいたが、更に2009年1月より和田剛が予想データのフリップを出すときには「にゃんにゃん」というSEを加えるようになった。
- 2008年度には『みんなのケイバ』に出演したウマ倶楽部プレイヤーはいなかったが、2009年2月22日の放送で水戸がウマ倶楽部プレイヤーの中では初めて『みんなのケイバ』にVTR出演ではあるが登場した。また、2009年9月13日放送分のブエナビスタ特集で鳥谷越がコメント出演した。
- 2012年よりフジテレビでスタートした当番組と同趣旨の土曜深夜競馬番組『なまうま』で所属記者の出演はないものの、トーチュウ、サンスポ、デイリー、報知の4紙は紙面協力を行っている。一方、日刊、スポニチは紙面協力を行っていない。

### 番組常連ゲスト
騎手関連
- 後藤浩輝
- 松岡正海

アナウンサー関連
- 長谷川豊（小木実況企画の講師役）
- 福原直英（山崎実況企画の講師役）

その他
- バナナマン（設楽統、日村勇紀）

現在の所は実況企画のみの出演。

### 過去の出演者
- 秋山優（2008年1月5日 - 2008年3月29日、コーナー「おすすめスイーツ」担当）
- アンジャッシュ（児嶋一哉、渡部建、準レギュラー） - アンジャッシュは秋山と同様に番組開始3ヶ月間のみの準レギュラーであったが同じく準レギュラーのおぎやはぎやアンタッチャブルよりも扱いは悪く、スタジオ出演したのは2月2日、2月9日、そして準レギュラー最終日となった3月29日のたった3回だけでありまたウマ倶楽研究室などのロケによる出演は一度もなかった。2組とも2008年3月29日をもって番組を卒業することになったが特に番組内ではそのことには一切触れられず、翌週の番組ホームページから2組の名前が消えただけという寂しい卒業となった[注 5]。

## コーナー
競馬記者予想バトル
番組のメインコーナー。6人のウマ倶楽部プレイヤーが社運をかけ、日曜日のメインレースの予想バトルを行う。掛け金は1万円、券種は2種類まで可。
ウマ倶楽研究室
競馬に関する謎や疑問点をウマ倶楽部メンバーのうち1組が解明するコーナー。このコーナーには後藤浩輝騎手が協力者として出演することが多かった。
ウマ倶楽名馬図鑑
翌日のメインレースで活躍したことのある名馬をおぎやはぎ、またはアンタッチャブルのどちらかが漫才形式で紹介するコーナー。GIシーズンに多く放送される。
みんなのウマNEWS
1週間に競馬界で起こったニュースを伝えるコーナー。土曜日に重賞レースがある場合は、このコーナーで結果が伝えられる。
なお、上記のように土曜のレースについて結果が伝えられるのは基本的に重賞レースのみでその他のレースについては番組内では伝えられない。

### 過去のコーナー
おすすめスイーツ（2008年1月 - 2008年3月）
甘党の騎手が一押しのおすすめスイーツを紹介するコーナー。
あしたのウマ鞍（2008年4月 -2008年6月）
ウマ倶楽部プレイヤーが日曜のレースの中から自信のあるレースと本命馬をプレゼンするコーナー。

## 特別企画
木下優樹菜のGIファンファーレ挑戦企画
2008年4月の放送で、トロンボーンの経験がある木下の挑戦が決定。その後、駒澤大学吹奏楽部との数度の練習や自主トレを経てJRAのお偉いどこの前で披露しゴーサインが出た為、同年6月8日の中央競馬のGI「安田記念」に参加した。また直前には『みんなのケイバ』にも出演し、9月には番組でも特集が組まれた。その時のインタビューで「次は太鼓がやりたい」と語ったのがきっかけで2009年はスネアドラムで登場した。
小木博明競馬実況挑戦企画
当初は小木が念願のGI実況に挑戦するためフジテレビの長谷川豊アナウンサーに師事し、新潟記念の副音声の実況やジョッキーマスターズの実況に挑戦した。ところがこの企画の模様をVTRで見た山崎が「実況は小木よりも自分の方がうまい。そもそも俺の方が小木よりも前から競馬実況をやりたかった」と言い出し、急遽小木VS山崎の対決企画に変更。山崎はカペラステークスの実況にチャレンジした。視聴者投票によりどちらの実況が良いか投票した結果、17票差で小木に軍配が上がった。小木は正式に当番組の「看板芸人実況アナウンサー」となり、その第1弾として2009年1月25日の『みんなのケイバ』でアメリカジョッキークラブカップの副音声の実況を担当した。しかし結果は散々な物となり、『みんなのケイバ』として副音声実況が見直される形となってしまった。
そんな中、同年2月28日放送分でバナナマンの設楽統がほしのに「小木や山崎の実況は全然ダメ。（俺たちに）やらせろ」と売り込みに来た。その強引さにほしのは渋々了承するものの自分で提案したにもかかわらず設楽は週末は家庭の事情でできないからと言う理由で自らは権利を放棄し、結局相方の日村勇紀が実況企画をやる羽目になってしまった。
また、小木に視聴者投票で敗北した山崎もまだGI実況の夢を諦めきれずほしのに再度チャンスを懇願。こちらも熱意に負け、再挑戦を了承した。再挑戦の舞台として、2009年8月9日の関屋記念の実況に挑戦した。道中の実況にはてこずるものの直線では白熱の実況を展開し、講師役の福原アナウンサーやほしのから合格点を与えられた。関屋記念の実況が評価され、秋のGIマイルチャンピオンシップの実況に挑戦することが内定した。
ハシッテホシーノ系
ほしのが命名した、ハシッテホシーノが出走レース毎に勝利すればほしのが何かを行うという企画。2008年10月12日の1戦目の2歳新馬戦（騎乗：三浦皇成）こそ2着という結果に終わったものの、2008年10月25日の2戦目の2歳未勝利戦（騎乗：松岡正海）で初勝利。勝利の際には公約としてほしのが水着姿になる事を宣言していた為、同年11月1日の放送で水着姿を披露。番組前半は白、後半は黒のビキニ姿で進行した。その後、2009年1月24日の放送内でおぎやはぎがほしのと木下のコスプレを提案し2人は承諾。その後、翌週1月31日の3戦目の3歳500万下（騎乗：松岡）で2連勝を飾った為、2人は番組終盤にコスプレ姿を披露した。その後の放送では、ハシッテホシーノがオークス出走権を獲得したため、ほしのが学校系コスプレを披露し、またその後の放送では、オークスで5着以内に入った場合、バニーガールコスプレをする予定だったが、ハシッテホシーノが目標の順位内に入っていなかったため、ほしのが乗馬服を披露した。ちなみに過去3回の露出系のコスプレの公約はおぎやはぎが提案するもののアンタッチャブルとの出演ローテーションの兼ね合い上、見ることが出来ていない。
馬券対決
夏競馬期間中の競馬記者予想バトル休止期間に行われる特別企画
第1弾 松岡正海VS野村英俊
2008年7月に実施。対決のきっかけは、2008年上半期の予想バトルで野村が松岡の騎手としての腕を過小評価したことである。対決は大井競馬場で実施された。野村は人気サイドからの馬券ながら順調に的中させていったのに対し松岡は1レースも的中させることが出来ず、野村の完勝となった。松岡は罰ゲームとして、ものまねをやらされる羽目になった。
第2弾 松岡正海VS野村英俊
2009年7月に実施。前年と同じく松岡と野村の対決。松岡が野村に対してリベンジの形で対決を再要求。舞台も同じく大井競馬場。前年と違い松岡は3連単などを的中させ順調だったのに対し、野村は人気サイドからの馬券ながら1レースも的中させられなかった。しかし野村は松岡に土下座して泣きの1レースを要求し、延長戦に突入。すると野村が高配当を的中させ大逆転となり、結局2年連続で野村に軍配が挙がった。松岡も2年連続で罰ゲームのものまねをやらされた。
第3弾 木下優樹菜VS椎名竜大
2009年8月に実施。対決の発端は、2008年のGI安田記念ファンファーレに挑戦した木下のことを椎名が見下したような発言をしたことから、予想バトルで度々木下と椎名が口論をするようになったこと。舞台は川崎競馬場。木下は競馬予想の素人言うことで、助っ人として後藤浩輝が登場。対する椎名には立会人おぎやはぎの小木とチームを組むことになった。3レースの勝負で2レース目は両チームとも的中させたが、配当額で椎名チームが上回った。結局、両チームともこのレースしか的中させることが出来ず勝者は椎名チームとなった。ちなみに、3レースとも全て本命馬は一緒であった。罰ゲームは2008年上半期の予想バトルで椎名が受けた足ツボマッサージ。木下、後藤は当然のごとく罰ゲームを受けたがなぜかエンディングで椎名も罰ゲームを受けていた。

## 競馬記者予想バトル

### 2008年上半期
2008年1月13日のガーネットステークスから、2008年6月29日の宝塚記念までを2008年の上半期とし上半期No.1記者を決める。
| レース名                       | 野村英俊     | 和田美保     | 水戸正晴     | 和田剛       | 鳥谷越明     | 椎名竜大 |
| ------------------------------ | ------------ | ------------ | ------------ | ------------ | ------------ | -------- |
| ガーネットステークス           | ×            | ×            | ×            | ×            | ×            | ×        |
| 京成杯                         | ×            | ×            | ×            | ×            | ×            | ×        |
| アメリカジョッキークラブカップ | ×            | ×            | ×            | ×            | ×            | ×        |
| 根岸ステークス                 | ×            | ×            | ×            | ×            | ×            | ×        |
| 共同通信杯                     | ×            | ×            | ×            | ×            | ×            | ×        |
| きさらぎ賞                     | ×            | ×            | 91,400円的中 | ×            | ×            | ×        |
| フェブラリーステークス         | ×            | 35,200円的中 | ×            | ×            | ×            | ×        |
| 中山記念                       | ×            | ×            | 64,650円的中 | ×            | ×            | ×        |
| 弥生賞                         | 17,500円的中 | ×            | ×            | 23,340円的中 | 43,000円的中 | ×        |
| フィリーズレビュー             | ×            | ×            | ×            | ×            | ×            | ×        |
| スプリングステークス           | ×            | ×            | ×            | ×            | ×            | ×        |
| 高松宮記念                     | 49,600円的中 | ×            | ×            | ×            | ×            | ×        |
| 大阪杯                         | ×            | ×            | ×            | ×            | ×            | ×        |
| 桜花賞                         | ×            | ×            | ×            | ×            | ×            | ×        |
| 皐月賞                         | ×            | ×            | ×            | ×            | ×            | ×        |
| フローラステークス             | ×            | ×            | ×            | ×            | ×            | ×        |
| 天皇賞（春）                   | ×            | ×            | ×            | ×            | ×            | ×        |
| NHKマイルカップ                | ×            | ×            | ×            | ×            | ×            | ×        |
| ヴィクトリアマイル             | ×            | ×            | ×            | ×            | ×            | ×        |
| オークス                       | ×            | ×            | ×            | ×            | ×            | ×        |
| 日本ダービー                   | 36,000円的中 | ×            | ×            | ×            | ×            | ×        |
| 安田記念                       | ×            | ×            | ×            | ×            | ×            | ×        |
| エプソムカップ                 | ×            | 37,200円的中 | ×            | ×            | ×            | ×        |
| マーメイドステークス           | ×            | ×            | ×            | ×            | ×            | ×        |
| 宝塚記念                       | ×            | ×            | ×            | ×            | ×            | ×        |
| 最終結果                       | 103,100円    | 72,400円     | 156,050円    | 23,340円     | 43,000円     | 0円      |
| 順位                           | 2位          | 3位          | 1位          | 5位          | 4位          | 6位      |

- 的中数は野村の3回が最も多く次いで和田美保と水戸が2回、和田剛と鳥谷越は1回、椎名は一度も的中なし。
- 全25レースで毎週1万円ずつ投資の勝負のため、全員回収はマイナス。

### 泣きの3番勝負
ラジオNIKKEI賞、七夕賞、アイビスサマーダッシュの3レースの払戻合計を争う。掛け金は1万円。券種は2種類まで可。
| レース名               | 野村英俊 | 和田美保     | 水戸正晴 | 和田剛 | 鳥谷越明 | 椎名竜大 |
| ---------------------- | -------- | ------------ | -------- | ------ | -------- | -------- |
| ラジオNIKKEI賞         | ×        | 47,900円的中 | ×        | ×      | ×        | ×        |
| 七夕賞                 | ×        | ×            | ×        | ×      | ×        | ×        |
| アイビスサマーダッシュ | ×        | ×            | ×        | ×      | ×        | ×        |
| 最終結果               | 0円      | 47,900円     | 0円      | 0円    | 0円      | 0円      |
| 順位                   | 2位      | 1位          | 2位      | 2位    | 2位      | 2位      |

- 3レース合計で3万円投資の勝負であるため、ラジオNIKKEI賞終了時点で和田美保のプラス収支が早くも決定。ただし、結局和田美保以外に的中者はいなかった。
- 結局、椎名は上半期の予想バトルでは一度も予想を的中させることが出来なかった。ただし、予想バトルの成績と関係ない「あしたのウマ鞍」では何度か的中があった。

上半期の反省会
上半期あまりにも当たらなすぎた記者たちの反省が行われ最も反省すべき記者は椎名に決定し、足ツボマッサージの罰ゲームを受けた。

### 2008年下半期
2008年9月14日京成杯オータムハンデキャップからセカンドステージが開始。12月28日の有馬記念までの払戻合計を争う。掛け金は1万円。券種は2種類まで可。
| レース名                         | 野村英俊     | 和田美保     | 水戸正晴     | 和田剛       | 鳥谷越明     | 椎名竜大     |
| -------------------------------- | ------------ | ------------ | ------------ | ------------ | ------------ | ------------ |
| 京成杯オータムハンデキャップ     | ×            | 19,600円的中 | ×            | ×            | ×            | ×            |
| セントライト記念                 | ×            | ×            | ×            | 15,950円的中 | 15,400円的中 | ×            |
| 神戸新聞杯                       | 16,200円的中 | ×            | ×            | 16,800円的中 | 17,200円的中 | ×            |
| スプリンターズステークス         | ×            | 15,800円的中 | ×            | 22,910円的中 | 13,000円的中 | 11,060円的中 |
| 毎日王冠                         | ×            | ×            | ×            | ×            | ×            | ×            |
| 秋華賞                           | ×            | ×            | ×            | ×            | ×            | 52,130円的中 |
| 菊花賞                           | ×            | ×            | ×            | ×            | ×            | ×            |
| 天皇賞（秋）                     | ×            | 16,500円的中 | ×            | 17,500円的中 | 21,000円的中 | ×            |
| アルゼンチン共和国杯             | ×            | ×            | ×            | ×            | ×            | ×            |
| エリザベス女王杯                 | ×            | ×            | 32,400円的中 | 12,120円的中 | 34,500円的中 | ×            |
| マイルチャンピオンシップ         | ×            | 31,250円的中 | ×            | ×            | 27,300円的中 | ×            |
| ジャパンカップ                   | ×            | ×            | ×            | ×            | ×            | ×            |
| ジャパンカップダート             | ×            | ×            | ×            | ×            | ×            | ×            |
| 阪神ジュベナイルフィリーズ       | 58,800円的中 | 22,000円的中 | ×            | ×            | 16,200円的中 | ×            |
| 朝日杯フューチュリティステークス | 39,200円的中 | ×            | ×            | ×            | ×            | ×            |
| 有馬記念                         | ×            | ×            | ×            | ×            | ×            | ×            |
| 最終結果                         | 114,200円    | 105,150円    | 32,400円     | 85,280円     | 144,600円    | 63,190円     |
| 順位                             | 2位          | 3位          | 6位          | 4位          | 1位          | 5位          |

- 全16レースで毎週1万円ずつ投資の勝負のため、全員回収はマイナス。
- 的中数は鳥谷越が最も多く7回、次いで和田美保と和田剛の5回、野村の3回、椎名の2回、水戸の1回の順であった。このステージでは的中数の最も多い鳥谷越が総合でも1位、対して的中数が最も少ない水戸が総合でも最下位ということになった。

### 2009年上半期
1月11日のフェアリーステークスから、6月28日の宝塚記念までの払戻合計を争う。掛け金は1万円。券種は2種類まで可。
| レース名                       | 野村英俊     | 和田美保     | 水戸正晴     | 和田剛       | 鳥谷越明     | 椎名竜大      |
| ------------------------------ | ------------ | ------------ | ------------ | ------------ | ------------ | ------------- |
| フェアリーステークス           | ×            | ×            | ×            | ×            | ×            | ×             |
| 京成杯                         | 21,900円的中 | ×            | ×            | ×            | 17,200円的中 | ×             |
| アメリカジョッキークラブカップ | ×            | 16,500円的中 | 16,500円的中 | ×            | ×            | ×             |
| 根岸ステークス                 | ×            | ×            | ×            | ×            | ×            | ×             |
| 共同通信杯                     | 42,350円的中 | 18,300円的中 | ×            | 9,150円的中  | ×            | ×             |
| きさらぎ賞                     | ×            | ×            | ×            | ×            | 17,600円的中 | ×             |
| フェブラリーステークス         | ×            | ×            | ×            | ×            | ×            | ×             |
| 中山記念                       | ×            | ×            | 16,000円的中 | ×            | ×            | ×             |
| 弥生賞                         | ×            | ×            | 10,900円的中 | ×            | ×            | ×             |
| フィリーズレビュー             | ×            | ×            | ×            | ×            | ×            | ×             |
| スプリングステークス           | ×            | ×            | ×            | ×            | 41,300円的中 | ×             |
| 高松宮記念                     | ×            | ×            | ×            | ×            | ×            | 191,140円的中 |
| 大阪杯                         | 20,800円的中 | ×            | ×            | ×            | ×            | ×             |
| 桜花賞                         | 49,680円的中 | ×            | ×            | ×            | 15,600円的中 | ×             |
| 皐月賞                         | ×            | 15,700円的中 | ×            | ×            | ×            | ×             |
| フローラステークス             | ×            | 20,200円的中 | ×            | ×            | ×            | 21,580円的中  |
| 天皇賞（春）                   | ×            | ×            | ×            | ×            | ×            | ×             |
| NHKマイルカップ                | ×            | ×            | ×            | ×            | ×            | ×             |
| ヴィクトリアマイル             | ×            | ×            | ×            | ×            | ×            | ×             |
| オークス                       | 24,950円的中 | 16,000円的中 | ×            | 72,900円的中 | 20,950円的中 | ×             |
| 日本ダービー                   | ×            | ×            | ×            | ×            | ×            | ×             |
| 安田記念                       | ×            | 46,000円的中 | ×            | ×            | 13,800円的中 | ×             |
| エプソムカップ                 | 18,500円的中 | ×            | ×            | ×            | 16,500円的中 | 2,720円的中   |
| マーメイドステークス           | ×            | ×            | ×            | ×            | ×            | 124,220円的中 |
| 宝塚記念                       | ×            | ×            | ×            | ×            | ×            | ×             |
| 最終結果                       | 179,180円    | 132,700円    | 43,400円     | 82,050円     | 142,950円    | 339,660円     |
| 順位                           | 2位          | 4位          | 6位          | 5位          | 3位          | 1位           |

- 3月29日の高松宮記念で椎名が当番組史上初の3連単万馬券を的中させた。
- 全25レースで毎週1万円勝負の本ステージで、椎名が回収率100%越えで完全優勝を決めた。
- 的中回数では鳥谷越がトップで7回、次いで野村と和田美保が6回、椎名が4回、水戸が3回、和田剛が2回であった。

### 夏の3番勝負
ラジオNIKKEI賞、七夕賞、アイビスサマーダッシュの3レースの払戻合計を争う。掛け金は1万円。券種は2種類まで可。
| レース名               | 野村英俊     | 和田美保     | 水戸正晴 | 和田剛       | 鳥谷越明 | 椎名竜大 |
| ---------------------- | ------------ | ------------ | -------- | ------------ | -------- | -------- |
| ラジオNIKKEI賞         | ×            | ×            | ×        | ×            | ×        | ×        |
| 七夕賞                 | ×            | ×            | ×        | 20,900円的中 | ×        | ×        |
| アイビスサマーダッシュ | 94,600円的中 | 41,500円的中 | ×        | ×            | ×        | ×        |
| 最終結果               | 94,600円     | 41,500円     | 0円      | 20,900円     | 0円      | 0円      |
| 順位                   | 1位          | 2位          | 4位      | 3位          | 4位      | 4位      |

- 本ステージは全3レースで毎週1万円投資の勝負のため、1位の野村と2位の和田美保が回収率100%越えを達成。2名以上の回収率100%越えが出たのは、本ステージが初。

### FINAL
2009年9月13日の京成杯オータムハンデキャップから、12月27日の有馬記念までの払戻合計を争う。掛け金は1万円。券種は2種類まで可。尚、2009年9月12日放送分で本ステージがFINALバトルになることが番組内で発表された。
| レース名                         | 野村英俊      | 和田美保     | 水戸正晴      | 和田剛       | 鳥谷越明     | 椎名竜大 |
| -------------------------------- | ------------- | ------------ | ------------- | ------------ | ------------ | -------- |
| 京成杯オータムハンデキャップ     | ×             | 11,250円的中 | 286,080円的中 | ×            | ×            | ×        |
| ローズステークス                 | ×             | ×            | ×             | ×            | ×            | ×        |
| 神戸新聞杯                       | ×             | ×            | 37,900円的中  | ×            | ×            | ×        |
| スプリンターズステークス         | ×             | ×            | ×             | ×            | ×            | ×        |
| 毎日王冠                         | ×             | ×            | ×             | ×            | 18,900円的中 | ×        |
| 秋華賞                           | ×             | ×            | 22,080円的中  | 4,640円的中  | ×            | ×        |
| 菊花賞                           | ×             | ×            | ×             | ×            | ×            | ×        |
| 天皇賞（秋）                     | ×             | ×            | ×             | ×            | ×            | ×        |
| アルゼンチン共和国杯             | ×             | ×            | ×             | ×            | ×            | ×        |
| エリザベス女王杯                 | ×             | ×            | ×             | ×            | ×            | ×        |
| マイルチャンピオンシップ         | ×             | ×            | ×             | ×            | ×            | ×        |
| ジャパンカップ                   | ×             | 30,600円的中 | ×             | ×            | 60,600円的中 | ×        |
| ジャパンカップダート             | 43,500円的中  | ×            | ×             | ×            | ×            | ×        |
| 阪神ジュベナイルフィリーズ       | 23,000円的中  | ×            | ×             | ×            | ×            | ×        |
| 朝日杯フューチュリティステークス | 18,200円的中  | 98,000円的中 | ×             | 33,600円的中 | 18,200円的中 | ×        |
| 有馬記念                         | 188,900円的中 | ×            | ×             | ×            | ×            | ×        |
| 最終結果                         | 273,600円     | 139,850円    | 346,060円     | 38,240円     | 97,700円     | 0円      |
| 順位                             | 2位           | 3位          | 1位           | 5位          | 4位          | 6位      |

- 本ステージで水戸が現時点で番組史上最高配当となる28万馬券を的中させた。このことにより、水戸の本ステージでの回収率100%越えが第1ラウンドで早くも確定した。結果的にこの的中だけで、逃げ切り勝利を収めたこととなった。
- ラストの有馬記念で野村が3連単を的中させたことにより、本ステージでは水戸と野村の2名が回収率100%越えを達成した。
- 尚、ラストの有馬記念の予想バトルは最終回が総集編中心の構成だったことにより、6人の記者の予想見解はなく、買い目を披露するだけとなってしまっていた。更に、払い戻し結果についても、次番組の『うまプロ』初回では触れられず、公式ホームページのみでの発表となった。
- 的中回数は野村がトップで4回、次いで和田美保、水戸、鳥谷越の3回、和田剛の2回、椎名は2008年上半期と同様に的中が1度もなかった。
- 本ステージが最終バトルとなり、通算優勝回数は水戸がトップで2回、野村、和田美保、鳥谷越、椎名が1回、それぞれステージ優勝を果たしたが、和田剛は結局1度も優勝することが出来なかった。
- 本コーナーの趣旨やルールを受け継ぎ、予想バトルを前面に押し出しリニューアルされた番組として2012年より『なまうま』がスタートした。

## 放送時間
- 毎週土曜日（番組編成によって変動あり）
  - 25:15 - 25:45（2008年1月12日 - 2008年3月29日）
  - 25:05 - 25:35（2008年4月5日 - 2009年12月26日）

## ネット局
- フジテレビジョン（制作局）
- 北海道文化放送（映像協力）
- 福島テレビ（映像協力）
- 新潟総合テレビ（映像協力）
- 仙台放送
- 長野放送
- テレビ静岡

『みんなのケイバ』通常ネット局のうち、秋田テレビと沖縄テレビ放送では放送されない。

## オープニングテーマ
- THE FRATELLIS『FOR THE GIRL』（2008年）

## その他
以前、セットの一部には前番組『うまなで』のMC兼マスコットだった「うまなでさん」のぬいぐるみが置かれていたが現在はなくなっている。